# Klan Cameron
Cameron (gael. Chamshron „krzywonosy”) – szkockie nazwisko i nazwa jednego z większych i sławniejszych szkockich klanów góralskich.
Klan zamieszkuje terytorium nad jeziorami Loch Arkaig, Loch Aber, Loch Eil, u podnóża najwyższej szkockiej góry Ben Nevis, w hrabstwie Highland.
Pochodzenie Cameronów nie jest do końca wyjaśnione, wśród legend i teorii najprawdopodobniejsza jest o pochodzeniu normańskim, od duńskich wikingów.
Cameronowie zasłynęli po raz pierwszy jako dzielni wojownicy w XIV w., gdy wspierali Roberta Bruce'a w walce o niepodległość Szkocji. W czasie szkockich powstań popierali jakobitów. Even Cameron of Lochiel, zwany Wielkim Lochielem, był jednym z najwybitniejszych przywódców jakobickich.
Klan dzieli się na dwie gałęzie;
- Cameron of Lochiel
- Cameron of Eracht

Wodzowie klanu Cameron, jako jedni z nielicznych naczelników wielkich klanów, choć posiadają duże majątki ziemskie nie mają tytułów arystokratycznych, a nawet dziedzicznego tytułu rycerskiego.

## Literatura
Thomas Innes of Learney: The Tartans of The Clans and Families of Scotlan, W. & A.K. Johnston Limited, Edinburgh & London, 1938.